# Commissario europeo del Belgio
Il commissario europeo del Belgio è un membro della Commissione europea proposto al Presidente della Commissione dal Governo del Belgio.
Il Belgio ha diritto ad un commissario europeo dal 1º gennaio 1958, anno dell'entrata in vigore dei Trattati di Roma, di cui era firmatario, che istituivano la Comunità Economica Europea.

## Lista dei commissari europei del Belgio
| Commissario      | Competenza                                                    | Commissione                | Periodo        | Partito |
| ---------------- | ------------------------------------------------------------- | -------------------------- | -------------- | ------- |
| Hadja Lahbib     | Parità, preparazione e gestione delle crisi                   | von der Leyen II           | 2024-in carica | MR      |
| Didier Reynders  | Giustizia                                                     | von der Leyen I            | 2019-2024      | MR      |
| Marianne Thyssen | Occupazione, Affari sociali, Competenze e Mobilità del lavoro | Juncker                    | 2014-2019      | CD&V    |
| Karel De Gucht   | Commercio                                                     | Barroso II                 | 2010-2014      | VLD     |
| Karel De Gucht   | Sviluppo e Aiuti umanitari                                    | Barroso I                  | 2009-2010      | VLD     |
| Louis Michel     | Sviluppo e Aiuti umanitari                                    | Barroso I                  | 2004-2009      | MR      |
| Louis Michel     | Ricerca                                                       | Prodi                      | 2004           | MR      |
| Philippe Busquin | Ricerca                                                       | Prodi                      | 1999-2004      | PS      |
| Karel Van Miert  | Concorrenza (Vicepresidente)                                  | Santer e Marín             | 1995-1999      | SP.a    |
| Karel Van Miert  | Concorrenza, Personale ed Amministrazione (Vicepresidente)    | Delors III                 | 1993-1995      | SP.a    |
| Karel Van Miert  | Trasporti, Credito ed Investimenti e Tutela dei Consumatori   | Delors II                  | 1989-1993      | SP.a    |
| Willy De Clercq  | Relazioni esterne e Commercio                                 | Delors I                   | 1985-1989      | PVV     |
| Étienne Davignon | Affari Industriali ed Energia                                 | Thorn                      | 1981-1985      | nessuno |
| Étienne Davignon | Mercato Interno, Fiscalità e Unione doganale e Imprese        | Jenkins                    | 1977-1981      | nessuno |
| Henri Simonet    | Fiscalità e Unione Doganale e Energia (Vicepresidente)        | Ortoli                     | 1973-1977      | PS      |
| Albert Coppé     | Affari sociali, Trasporti e Bilancio                          | Malfatti e Mansholt        | 1970-1973      | CVP     |
| Albert Coppé     | Bilancio e Comunicazione                                      | Rey                        | 1967-1970      | CVP     |
| Jean Rey         | Presidente                                                    | Rey                        | 1967-1970      | PL/PLP  |
| Jean Rey         | Relazioni esterne e Commercio                                 | Hallstein I e Hallstein II | 1958-1967      | PL/PLP  |